# Zabijanje (košarka)
Zabijanje je vrsta košarkarskega meta, ki se izvaja, ko igralec skoči v zrak skupaj z žogo, nadzoruje žogo nad vodoravno linijo obroča in zabije tako, da žogo z eno ali obema rokama položi neposredno skozi koš.  Velja za enega od košarkarskih ciljev, saj, če je uspešen, je met vreden dve točki. Tak met je bil včasih znan kot potiskni met, saj žogo potisneš skozi obroč,  dokler izraza zabijanje ni skoval nekdanji napovedovalec Los Angeles Lakersov Chick Hearn.
Zabijanje po navadi predstavlja najmanjši odstotek metov, in pa največji užitek množice navijačev. Ta manever pogosto izvlečejo iz košarkarske tekme in ga predstavijo na tekmovanjih z imenom ˝Slam dunk contest" ki poteka letno med podaljšanim vikendom sredi sezone, v številčnih ligah. Prvo takšno tekmovanje, je bilo ob polčasu tekme zvezd ameriškega košarkarskega združenja leta 1976.
Zabijanje je bilo v ligi NCAA prepovedano od leta 1967 do leta 1976. Mnogi ljudje pripisujejo to pravilo takratnemu centru Lew Alcindor (danes znanega kot Kareem Abdul-Jabbar); pravilo o ne zabijanju včasih imenujemo tudi "pravilo Lew Alcindor". Številni drugi so to prepoved pripisali rasni motivaciji, saj je bila takrat večina uglednih zabijačev v univerzitetni košarki afriško-ameriških, prepoved pa se je zgodila manj kot leto dni po tem, ko je cela peterka afro-američanov, premagala peterko samih belcev. Ekipa trenerja Guya Lewisa je to pravilo s pridom izkoristila na poti do najboljših štirih leta 1967.
Besedna zveza zabijanje se je v ameriški angleščini začela uporabljati zunaj svojega košarkarskega pomena, da bi označila "zanesljivo stvar": dejanje z zagotovljenim izidom ali podobno impresiven dosežek. To je povezano z veliko verjetnostjo uspeha zabijanja v primerjavi z drugimi vrstami metov. Poleg tega se izraz "da je nekdo zabil čez tebe" ali "da so te postavili na poster" včasih popularno uporablja za označevanje, da te je nekdo drug zlahka osramotil, kar se nanaša na zadrego, povezano z neuspešnim poskusom preprečiti nasprotniku, da bi zabil. Ta vzpon na ljudsko rabo spominja na primer na način, kako besedne zveze, ki jih navdihuje bejzbol, "stopijo na ploščo" in "je udaril iz parka" ali besedne zveze, ki jih navdihuje ameriški nogomet, kot je "formacija zmage". ali "toča Marija" sta vstopila v priljubljeni severnoameriški jezik. Joe Fortenberry, ki je igral za McPherson Globe Refiners, je žogo prvič zabil leta 1936 v Madison Square Gardenu. Podvig je v članku marca 1936 ovekovečil Arthur Daley, športni pisatelj za Pulitzerjevo nagrado za The New York Times. Napisal je, da sta Joe Fortenberry in njegov soigralec Willard Schmidt, namesto da bi žogo preprosto položila skozi obroč, skočila in žogo porinila skozi obroč, podobno kot stranka v kavarni, ki v kavo namaka žemljico.